# Джорданхилл (станция)

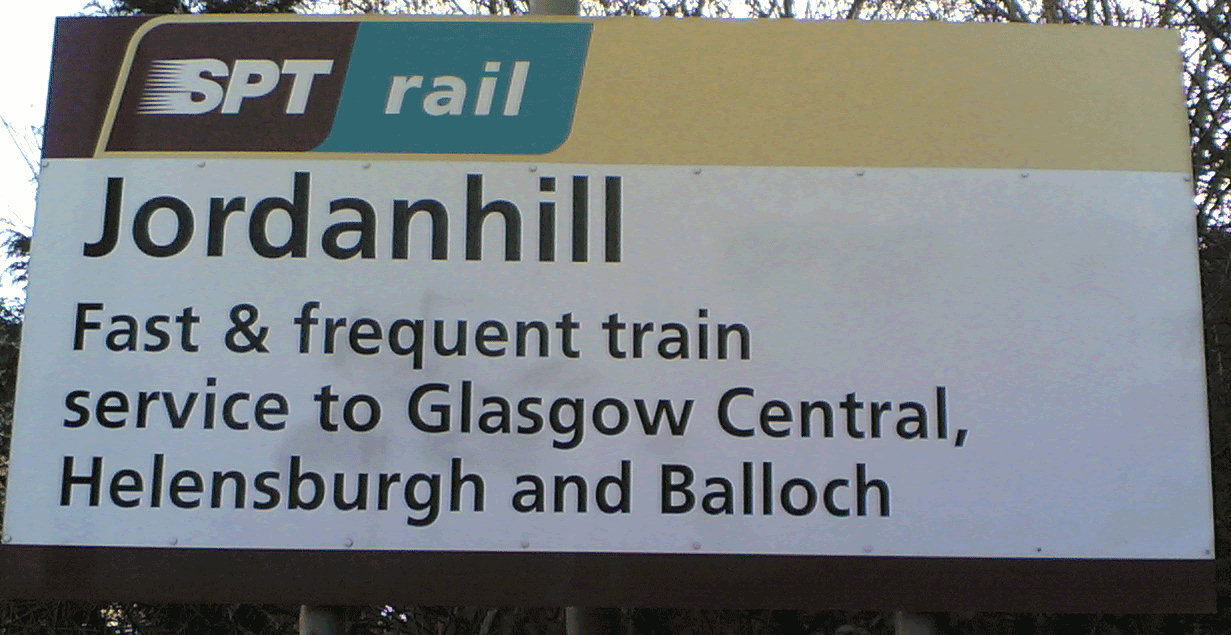
Щит с названием станции

Станция Джорданхилл (англ. Jordanhill) — пригородная железнодорожная станция к западу от Глазго (Шотландия). Рядом со станцией находится кампус университета Стратклайд (Strathclyde), школа. Станция находится в 11 минутах (5 остановках) пути от станции Глазго Централ (Glasgow Central).